# Démétriosz (cinikus filozófus)
Démétriosz (1. század) görög filozófus
Suniumból származott, Rómában élt Nero és Vespasianus római császárok uralkodása alatt. Seneca és Thrasea Paetus barátja volt. A cinikus filozófia követője volt, munkái nem maradtak fenn.